# Казреті
Казреті (груз. კაზრეთი) — даба (містечко) у Болніському муніципалітеті, мхаре Квемо-Картлі, Грузія.

## Географія

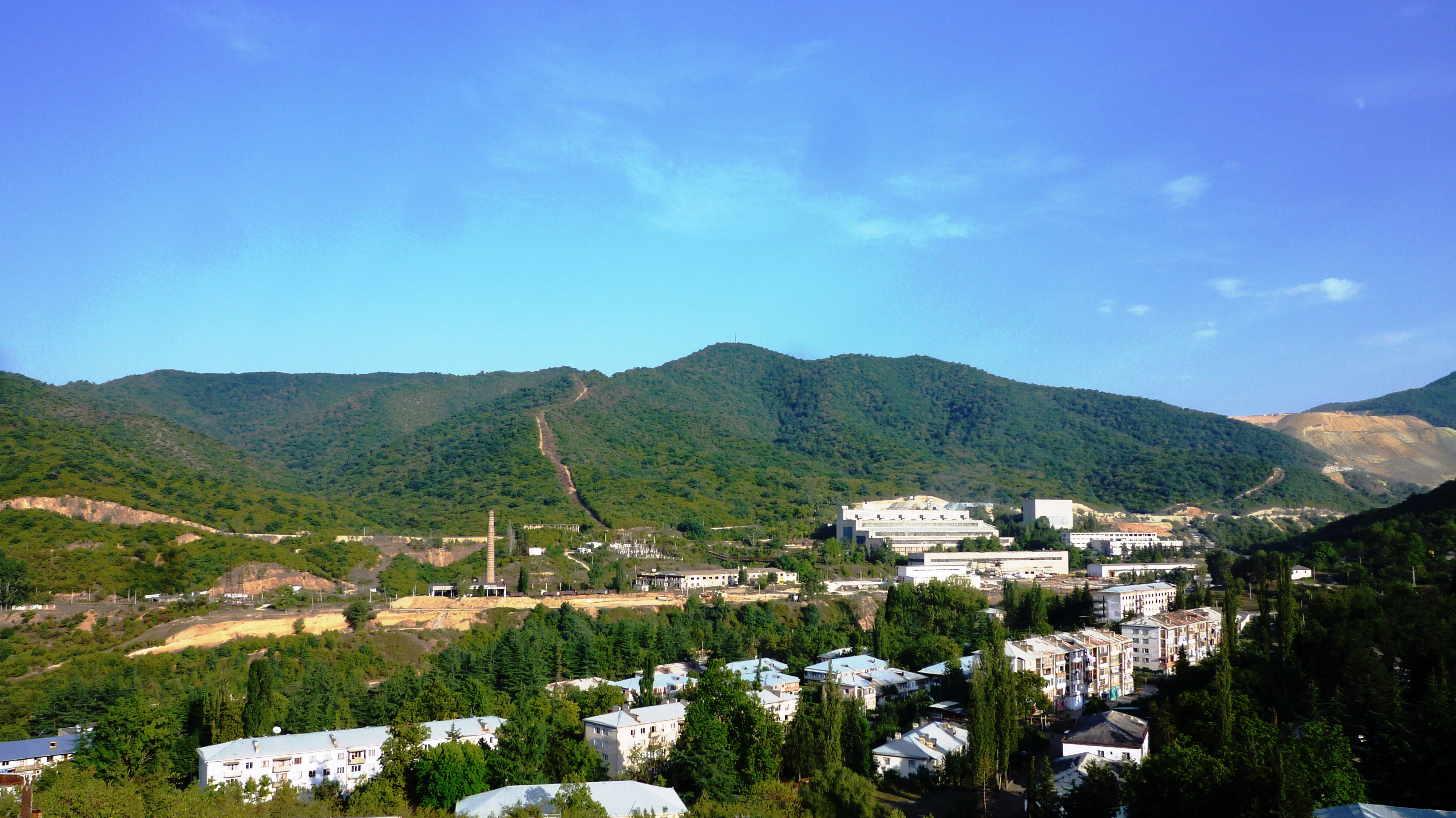
Казреті у 2015 році

Казреті розташована у долині річки Машавера, правої притоки Храмі, за 5 км від міста Дманісі, за 18 км від Болнісі та за 31 км від Тбілісі, на висоті 702 м. над рівнем моря.

## Клімат
Клімат у Казреті вологий субтропічний, з помірно холодною зимою та довгим теплим літом.
Середньорічна температура — 11,6 °C. Найтеплішим місяцем є липень, з середньою температурою 22.9 °C, найпрохолоднішим — січень, з середньою температурою -0.3 °C.
Середньорічна норма опадів — 497 мм. Найменше опадів випадає у січні — 24 мм, найбільше в травні, у середньому 77 мм.

## Історія
Вперше згадується в письмових джерелах XVII – XVIII століть.
У 1965 році Казреті отримало статус селища міського типу.
1972 року почалось будівництво гірничо-збагачувального комбінату для видобутку поліметалічних руд та золото-мідного концентрату, на базі Маднеульського родовища поліметалічних руд. Нині продукція гірничо-збагачувального комбінату становить значну частину експорту Грузії.

## Демографія
Чисельність населення Казреті, станом на 2014 рік, налічує 565 осіб, з яких 88% — грузини.

### Етнічний склад
Грузини становлять 88% населення даби, азербайджанці — 8%, вірмени — 2%, росіяни — 1%. 

## Пам'ятки

Церква Святої Трійці в містечку Казреті

У 1970-1976 роках в Казреті та його околицях були виявлені рештки поселення ранньої бронзової доби та гробниці пізнього бронзової та ранньої залізної доби VII-VI ст. до н.е.
У 2005 році в Казреті, на схилах гори Сакдрісі, археологами були виявлені стародавні золоті копальні Сакдрісі, а також знаряддя праці, які вони датували IV століттям до н.е. За попередніми висновками, ці золоті копальні є найдавнішими у світі. 
У Казреті розташований монастирський комплекс, також відомий як Троїцький монастир Казреті, який є найважливішим пам'ятником грузинського зодчества XIII століття. Монастир побудував грузинський цар Георгій IV Лаша. У церкві Святої Трійці, центральному храмі монастиря, збереглись орнаментами та різноманітні епіграфічні написи. У 2006 році церква Святої Трійці отримала статус пам'ятки культури національного значення Грузії.
Також в околицях Казреті знаходиться Сатхська церкова X-XI століття.

## Транспорт
У Казреті розташована однойменна залізнична станція Грузинської залізниці, на лінії Тбілісі — Ґюмрі.